# Сарита (Техас)
Сарита (англ. Sarita) — переписна місцевість (CDP) в США, в окрузі Кенеді штату Техас. Населення — 205 осіб (2020).

## Географія
Сарита розташована за координатами 27°13′40″ пн. ш. 97°47′57″ зх. д. / 27.22778° пн. ш. 97.79917° зх. д. (27.227787, -97.799268).  За даними Бюро перепису населення США в 2010 році переписна місцевість мала площу 3,17 км², з яких 3,08 км² — суходіл та 0,09 км² — водойми.

## Демографія
Згідно з переписом 2010 року, у переписній місцевості мешкало 238 осіб у 79 домогосподарствах у складі 59 родин. Густота населення становила 75 осіб/км².  Було 84 помешкання (27/км²).
Расовий склад населення:
| - 85,3 % — білих - 2,5 % — корінних американців - 2,1 % — чорних або афроамериканців - 6,3 % — осіб інших рас |

До двох чи більше рас належало 3,8 %. Частка іспаномовних становила 79,0 % від усіх жителів.
За віковим діапазоном населення розподілялося таким чином: 25,6 % — особи молодші 18 років, 56,3 % — особи у віці 18—64 років, 18,1 % — особи у віці 65 років та старші. Медіана віку мешканця становила 41,0 року. На 100 осіб жіночої статі у переписній місцевості припадало 90,4 чоловіків;  на 100 жінок у віці від 18 років та старших — 88,3 чоловіків також старших 18 років.
Середній дохід на одне домашнє господарство  становив 43 112 долари США (медіана — 36 375), а середній дохід на одну сім'ю — 49 317 доларів (медіана — 42 656). Медіана доходів становила 35 833 долари для чоловіків та 23 750 доларів для жінок. За межею бідності перебувало 33,6 % осіб, у тому числі 54,0 % дітей у віці до 18 років та 11,5 % осіб у віці 65 років та старших.
Цивільне працевлаштоване населення становило 127 осіб. Основні галузі зайнятості: сільське господарство, лісництво, риболовля — 32,3 %, публічна адміністрація — 22,0 %, освіта, охорона здоров'я та соціальна допомога — 22,0 %.